# Constructeur d'interface graphique
 (juillet 2015).
Si vous disposez d'ouvrages ou d'articles de référence ou si vous connaissez des sites web de qualité traitant du thème abordé ici, merci de compléter l'article en donnant les références utiles à sa vérifiabilité et en les liant à la section « Notes et références ».
Un constructeur d'interface graphique est un logiciel qui permet de construire une interface graphique.

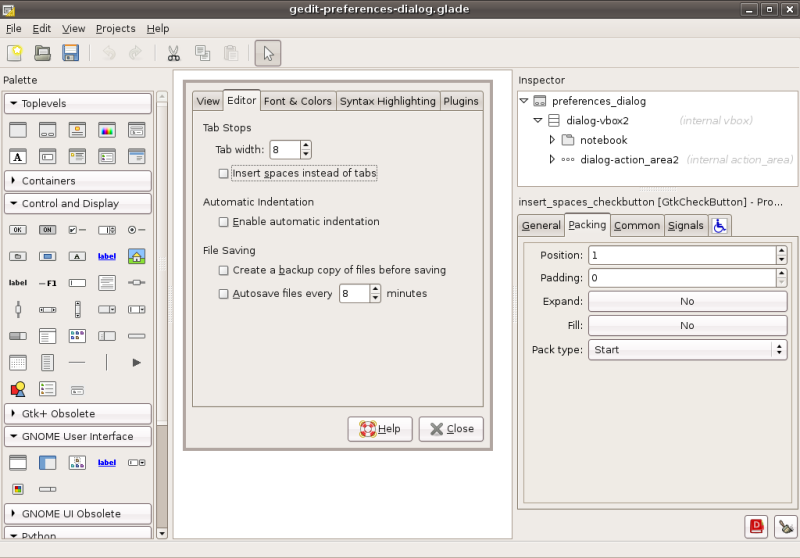
Glade est un constructeur d'interfaces graphiques pour GTK+

## Description
Certains de ces outils génèrent directement du code source dans un ou plusieurs langages cibles (comme le concepteur de Windows Forms de Visual Studio) ou créent des fichiers ressources (généralement basés sur du XML) qui sont indépendants du langage dans lequel ils vont être utilisés (comme le concepteur de Windows Presentation Foundation de Visual Studio, Glade pour GTK+ ou Interface Builder pour Mac OS X).
Si la première solution est plus économique en ressources (il n'est pas nécessaire d'analyser un fichier ressource), la deuxième permet une indépendance de l'interface graphique par rapport au programme qui l'utilise.

## Outils
Parmi les plus connus, on retrouve (par ordre alphabétique de toolkit) :
- Cocoa/OpenStep : Interface Builder ;
- GNUstep : Gorm ;
- GTK+  : Glade Interface Designer, Gideon Designer et Gazpacho ;
- GtkAda et TASH : Rapid Ada Portable Interface Designer ;
- JavaFX : Scene Builder
- Qt : Ebuilder[1] : Qt Designer[2], Qt Architect[3] ;
- Windows et Microsoft Visual Studio (Windows Forms ou Windows Presentation Foundation), Microsoft Expression Blend (création plus "artistique" d'interfaces WPF) et SharpDevelop (Windows Forms)
- Outils de modélisation : Himalia Guilder (pour Visual Studio 2005)[4]